# Endlicheria formosa
Endlicheria formosa är en lagerväxtart som beskrevs av A. C. Smith. Endlicheria formosa ingår i släktet Endlicheria och familjen lagerväxter. Inga underarter finns listade i Catalogue of Life.